# Juice (magazine)
Pour les articles homonymes, voir Juice.
Juice est un magazine allemand consacré au hip-hop. Entre 1997 et 2019, 195 numéros du magazine sont publiés sous forme imprimée par la maison d'édition Piranha Media. À la suite d'une forte baisse des ventes, Juice est transformé en 2019 en un format purement en ligne. En 2022, son exploitation est également suspendue jusqu'à nouvel ordre.

## Histoire

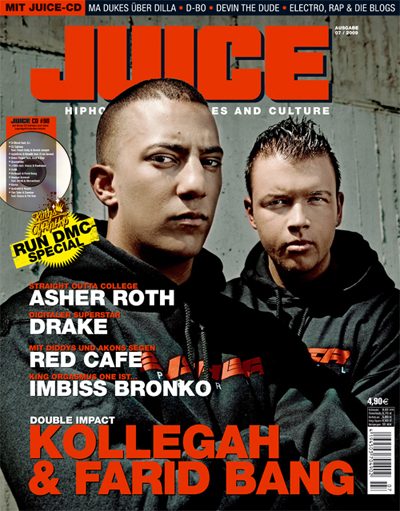
Couverture avec Kollegah et Farid Bang.

Chaque numéro comportait de nombreuses interviews de rappeurs et des critiques de sorties. Par ailleurs, la rédaction désignait un album par numéro comme album du mois. Une autre rubrique était la Battle of the Ear : un album dont la qualité était jugée très différente par la rédaction recevait deux critiques de deux membres différents de la rédaction de Juice. Chaque année, les lecteurs décernaient les Juice Awards à des artistes nationaux et internationaux.
Fondé en 1997, le magazine paraît d'abord six fois par an en 1998, dix fois par an entre 1999 et 2001, onze fois par an entre 2002 et 2010, à nouveau six fois par an à partir du troisième trimestre 2010, huit fois par an entre le quatrième trimestre 2011 et début 2016, puis à nouveau six fois par an à partir de cette date jusqu'au dernier numéro. Au premier trimestre 2001, Juice se vend à 51 209 exemplaires. Au dernier trimestre déclaré à l'IVW, en mars 2015, il s'est encore vendu un peu plus de 13 000 exemplaires. Le no 195 devient la dernière version imprimée de Juice à être publiée en novembre 2019. Depuis lors, le magazine n'est plus exploité qu'au format numérique. Juice est depuis lors le seul magazine hip-hop de l'espace germanophone à proposer un modèle d'abonnement numérique, dans le cadre duquel certains contenus n'étaient consultables que moyennant paiement.
Afin de ne pas subir de dommages encore plus importants en tant qu'entreprise à la suite de l'absence de recettes publicitaires en raison de la pandémie de Covid-19, Piranha Media GmbH doit également cesser l'exploitation du magazine en ligne le 1er septembre 2022.

## Importance
À l'époque où il était un média imprimé, Juice comptait parmi les magazines musicaux les plus importants et les plus diffusés dans l'espace germanophone, raison pour laquelle on lui a souvent attribué une influence « créatrice de style ». Ainsi, selon Johann Voigt, auteur du Süddeutsche-Zeitung, le magazine aurait également été en mesure, à l'époque de ses grandes heures, de décider « du succès ou de l'échec d'un rappeur » et de façonner « des concepts et des carrières ». En plus d'être une « instance incontournable du rap allemand », le magazine était également « pertinent au niveau international » en raison de la diversité des formats et des artistes présentés, et était la publication la plus importante de ce type en Europe.
Le magazine a en outre fait l'objet d'un grand nombre de chansons de hip-hop allemand et est accueilli de cette manière par plusieurs rappeurs, dont Bushido, RAF Camora, Dendemann, Eko Fresh, Shindy et Samy Deluxe. Le fait de figurer en tant que musicien hip-hop sur la première page d'un numéro, appelé Juice Cover, était considéré dans le milieu comme une distinction aussi convoitée que prestigieuse et s'apparentait à une consécration,.
Avec la généralisation des réseaux sociaux, qui ont rendu Juice en grande partie superflu en tant que porte-parole des artistes, les chiffres de vente et l'importance du magazine n'ont cependant cessé de diminuer à partir de 2009. À cela s'ajoute l'apparition soudaine de nombreux portails en ligne consacrés à la culture hip-hop et à la musique rap, qui sont rapidement entrés en concurrence avec les médias d'information conventionnels en raison de leur couverture de l'actualité et de leur accès facile. De même, l'arrivée durable de services de streaming comme Spotify et Deezer a rendu pratiquement obsolète l'acquisition d'informations sur les nouvelles sorties de « seconde main »,.

## JuiceCD
Le Juice CD était un sampler qui était joint la version papier du magazine Juice. Les CD contenaient des chansons de différents artistes appartenant au genre hip-hop. Le premier Juice CD est joint au no 23. Le dernier Juice CD sort en juillet 2019 sous le no 148 (no 193).